# Dragon Ball Z: Extreme Butōden
Dragon Ball Z: Extreme Butōden (ドラゴンボールZ超究極エクストリーム武闘伝?, Doragon Bōru Zetto: Ekusutorīmu Butōden) è un videogioco picchiaduro pubblicato nel 2015 dalla Bandai Namco, basato sulla storia di Dragon Ball; è disponibile solo per la console della famiglia Nintendo 3DS.

## Modalità di gioco
Il gioco contiene le seguenti modalità:
Storia: Permette di giocare la storia con i tuoi personaggi preferiti
Avventura: Incaricati di diverse missioni attraverso 8 regioni
Torneo: Diventa il campione del torneo in una difficoltà estrema
Battaglia: Battiti contro il CPU
VS: Battiti in wireless o crea una lobby
Quest: Crea, vedi e modifica le Guild Card attraverso lo streetpass
In seguito al rilascio di una patch, oltre a diversi nuovi personaggi di supporto tra cui gli inediti Son Gohan (Super Saiyan IV) e Broly (Super Saiyan IV), sono state rese disponibili le modalità Sopravvivenza Estrema, Allenamento e Battaglia On-line.

## Combattimento
Il gioco è un vero e proprio picchiaduro; sono presenti molte combo e mosse dei personaggi, sono disponibili due super mosse, una mossa normale più impeto e una mossa suprema. Si può anche volare e usare mosse presenti nel manga.

## Personaggi giocabili
| Nome                             | Abilità                                                                                               |
| -------------------------------- | --- |
| Goku                             | Base, Super Saiyan, Super Saiyan 3 (attacco supremo), Super Saiyan God, Super Saiyan God Super Saiyan |
| Gohan (giovane)                  | Base, Super Saiyan 2                                                                                  |
| Gohan (ragazzo)                  | Super Saiyan, Potenziale liberato                                                                     |
| Vegeta                           | Base, Super Saiyan                                                                                    |
| Bardock                          | Super Saiyan (Mossa suprema)                                                                          |
| Trunks (Futuro)                  | Super Saiyan                                                                                          |
| Gotenks                          | Super Saiyan                                                                                          |
| Piccolo                          | N.D.                                                                                                  |
| Krillin                          | N.D.                                                                                                  |
| Radish                           | N.D.                                                                                                  |
| Nappa                            | N.D.                                                                                                  |
| Ginyu                            | N.D.                                                                                                  |
| Freezer                          | Forma finale                                                                                          |
| Androide 18                      | N.D.                                                                                                  |
| Cell                             | Perfetto                                                                                              |
| Majin Bu                         | N.D.                                                                                                  |
| Majin Bu                         | Forma originale                                                                                       |
| Signore della Distruzione Beerus | N.D.                                                                                                  |
| Broly                            | Super Saiyan Leggendario                                                                              |

## Assistenti
- Chichi
- Bulma
- Oscar
- Goku (giovane)
- Goku (piccolo)
- Laura
- Genio delle Tartarughe (Jack Chan)
- Commentatore del Torneo Tenkaichi
- Baba la chiaroveggente
- Nonno Gohan
- Gohan (bambino)
- Goten
- Trunks
- Vegeta (Majin)
- Vegeta (Super Saiyan God Super Saiyan)
- Vegeta (Super Saiyan 4)
- Gogeta (Super Saiyan 4)
- Goku (Super Saiyan 4)
- Pan
- Mostro Carota
- Taipai
- Tartaruga di mare
- Balzar
- Dr. Brief
- Mr. Popo
- Shenron
- Al Satan
- Mr. Satan
- Videl
- Great Saiyaman
- Jirobai
- Dende
- Vecchio Saggio
- Iamko
- Tensing
- Riff
- Bubbles
- Re Kaioh del Nord
- Kibith
- Kaiohshin
- Kaioshin il Sommo
- Mighty Mask (Trunks e Goten)
- Ub (bambino)
- Super Ub
- Scimmione
- Saibaim
- Androide 8
- Generale Blue
- Akkuman
- Freezer (1a forma)
- Freezer (2a forma)
- Freezer (3a forma)
- Mecha Freezer
- Golden Freezer
- Dodoria
- Zarbon
- Guldo
- Gis
- Barter
- Recoom
- Androide C-16
- Androide C-17
- Dr. Gelo
- Cell Jr.
- Paikuhan
- Yamu
- Spopobitch
- Darbula
- Yakon
- Babidy
- Super C-17
- Super Majin Bu
- Ryan Shenron
- San Shenron
- Suu Shenron
- Uh Shenron
- Ryu Shenron
- Chi Shenron
- Garlic Jr.
- Dr. Willow
- Tarles
- Coler (Forma finale)
- Metal Coler
- Hildegarn
- Chilled
- Whis
- Mira
- Towa
- Jaco
- Gine
- Broly (Super Saiyan 4)
- Gohan (Super Saiyan 4)
- Botamo (solo ed. giapponese)
- Frost (solo Giappone)
- Magetta (solo Giappone)
- Cabba (solo Giappone)
- Hit (solo Giappone)

## Curiosità
Trattasi del primo titolo di Dragon Ball in assoluto ad aver introdotto il personaggio di Gine, la madre di Son Goku apparsa nel capitolo Dragon Ball Minus del volume unico Jaco the Galactic Patrolman (prequel ufficiale della serie), all'interno di un roster.
Inoltre è il primo gioco pubblicato in occidente in cui figurano personaggi inediti di Son Gohan e Broly in versione Super Saiyan IV, comparsi per la prima volta all'interno della serie di videogiochi arcade Dragon Ball Heroes, pubblicata unicamente in Giappone.
Assieme a Dragon Ball Xenoverse è il secondo gioco di Dragon Ball in cui è possibile selezionare tutte le nuove forme di Super Saiyan successive al Super Saiyan III, ovvero il Super Saiyan God, il Super Saiyan blu (originariamente noto come Super Saiyan God Super Saiyan) ed il Super Saiyan IV.
Esso è inoltre il primo titolo della serie Butōden ad essere reso disponibile in tutto il mercato occidentale, in quanto i capitoli originariamente pubblicati su SNES furono resi disponibili unicamente per il mercato francese e spagnolo (fino a Super Butoden 3), mentre altri come Shin Butōden (rifacimento di Dragon Ball Z: Ultimate Battle 22 uscito su Sony PlayStation) e Dragon Ball Kai: Ultimate Butōden non hanno mai lasciato il Sol Levante.